# هرمان شتاين
هرمان شتاين (بالألمانية: Hermann Freiherr von Stein)‏ (و. 1859 – 1928 م) هو ضابط ألماني، ولد في آنسباخ، ويحمل رتبة عسكرية فريق أول، توفي عن عمر يناهز 69 عاماً.

## جوائز
حصل على جوائز منها:

Order of the Red Eagle 2nd Class ‏